# Gwangju (Gyeonggi)
Gwangju (Gwangju-si; 광주시; 廣州市), è una città della provincia sudcoreana del Gyeonggi.